# من الأفضل الاتصال بسول (اختلال ضال)
الأجدر الاتصال بسول (بالإنجليزية: Better Call Saul)‏ هي الحلقة الثامنة من الموسم الثاني من المسلسل الدرامي التلفزيوني الأمريكي اختلال ضال. كتب الحلقة بيتر غولد وأخرجها تيري ماكدونو.
تمثل هذه الحلقة أول ظهور بوب أودينكيرك كمحامي جنائي سريع الكلام سول غودمان في المسلسل. طُوِّرَت الشخصية إلى المسلسل العادي في الموسم الثاني وظل في المسلسل حتى الحلقة قبل الأخيرة، ثم أُعيدت الشخصية في بادئة من مسلسل من الأفضل الاتصال بسول.

## الاستقبال النقدي
تم استقبال الحلقة بشكل جيد للغاية. دونا بومان من إيه. في. كلوب أعطى الحلقة علامة أ، وأثنى على دور جيسي ووالت المتطور في عالم المخدرات.
في عام 2019، صنفت ذا رينغ حلقة «من الأفضل الاتصال بسول» في المرتبة الثانية عشرة من بين 62 حلقة من حلقات اختلال ضال.

## وصلات خارجية
- «من الأفضل الاتصال بسول» على الموقع الرسمي لـ «اختلال ضال» (بالإنجليزية)
- «من الأفضل الاتصال بسول» على قاعدة بيانات الأفلام على الإنترنت (بالإنجليزية)